# Des kilomètres de linceuls
Des kilomètres de linceuls est un roman policier français de Léo Malet, paru en 1955 aux Éditions Robert Laffont. Il fait partie de la série ayant pour héros Nestor Burma. C'est le deuxième des Nouveaux Mystères de Paris.

## Résumé
Esther Lévyberg, ancienne amie de Nestor Burma, engage le détective comme garde du corps, car elle a peur de son ancien amant. L’inspecteur Faroux lui indique qu’un certain Riton de Martigues, moitié hareng, moitié poulet, peut lui prêter main-forte. Or, il paraît bientôt évident que l’ex-amant d’Esther est bel et bien mort. D’ailleurs, la mort plane comme un charognard au-dessus des rues malfamées du quartier. Le café de la rue Blondel est mitraillé dans les règles et, si Burma en réchappe, plusieurs malfrats restent sur le carreau. C’est que la prostitution, bien implantée rue Saint-Denis, favorise les règlements de compte entre gangsters. Et quand une histoire de chantage s’en mêle, les assassinats se multiplient, dont celui d’Esther Lévyberg, tuée passage du Caire. Du coup, Burma se sent pris en faute et est bien déterminé à démasquer l’assassin de sa cliente.

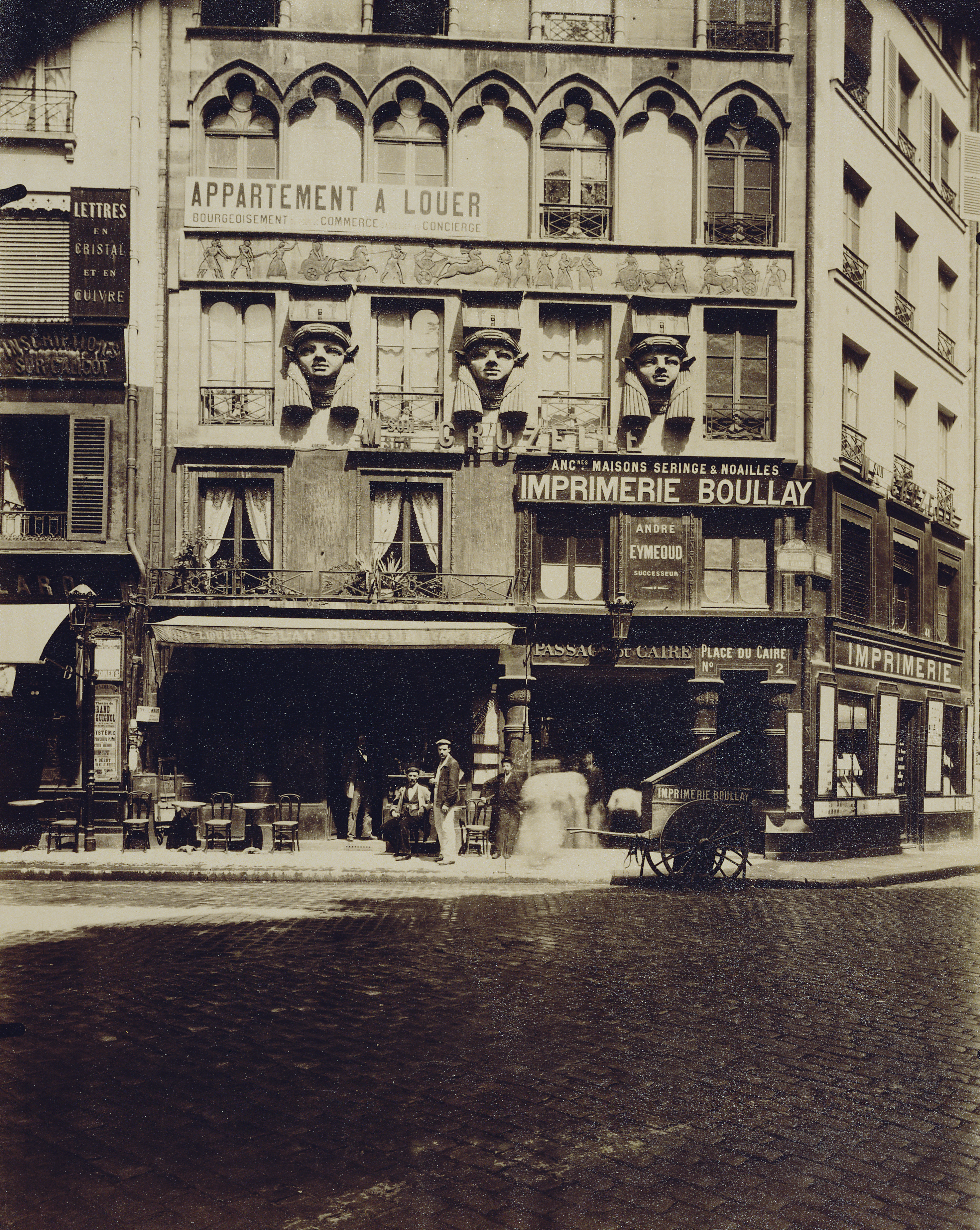
Passage du Caire et café, place du Caire en 1903 (Eugène Atget).
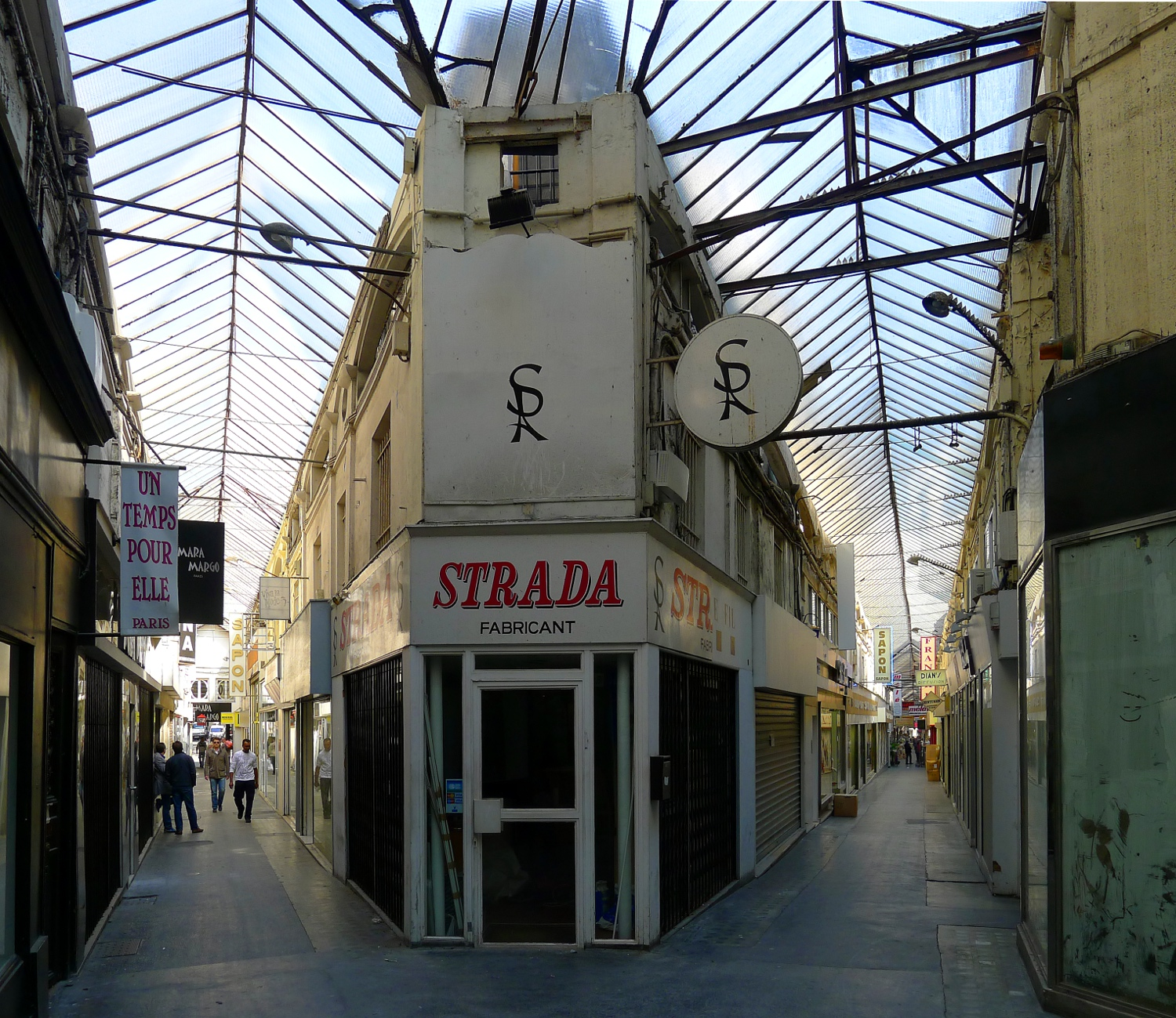
Début du passage du Caire, côté place du Caire, avec ses multiples galeries.

## Aspects particuliers de l'ouvrage
Le roman se déroule dans le 2e arrondissement de Paris.

## Éditions
- Éditions Robert Laffont, 1955
- LGF, coll. « Le Livre de poche » no 4751, 1976
- Fleuve noir, coll. « Les Nouveaux mystères de Paris » no 3, 1982,
- 10-18, coll. « Grands détectives » no 1932, 1988
- Éditions Robert Laffont, coll. « Bouquins », 1986 ; réédition en 2006
- Presses de la Cité, 1989

## Adaptation

### À la télévision
- 1993 : Des kilomètres de linceuls, épisode 6, saison 2, de la série télévisée française Nestor Burma réalisé par Joël Séria, avec Guy Marchand dans le rôle Nestor Burma.

## Sources
- Jacques Baudou (dir.), Les Nombreuses Vies de Nestor Burma, Nantes, Les Moutons électriques, coll. « La Bibliothèque rouge no 18 », 2010, 333 p. (ISBN 978-2-36183-003-8, OCLC 670472170), p. 93-95.
- Francis Lacassin, Sous le masque de Léo Malet, Nestor Burma, Amiens, Encrage, coll. « Portraits » (no 4), 1991 (ISBN 978-2-906-38932-8, OCLC 406670086), p. 48-49
- Jean Tulard, Dictionnaire du roman policier : 1841-2005. Auteurs, personnages, œuvres, thèmes, collections, éditeurs, Paris, Fayard, 2005, 768 p. (ISBN 978-2-915793-51-2, OCLC 62533410), p. 213.